# Gouvernement Fagerholm I
République de Finlande
Pekkala Kekkonen I
Le gouvernement Fagerholm I est le 32ème gouvernement de la République de Finlande, qui a siégé du 29 juillet 1948 au 17 mars 1950.

## Composition
| Ministre                                                                                    | Période                                                           | Parti | Parti |
| ------------------------------------------------------------------------------------------- | ----------------------------------------------------------------- | ----- | ----- |
| Premier ministre Karl-August Fagerholm                                                      | 29.7.1948 - 17.3.1950                                             |       | SDP   |
| Vice-Premier ministre de Finlande Aleksi Aaltonen                                           | 29.7.1948 - 18.3.1949                                             |       | SDP   |
| Ministre des Affaires étrangères Carl Enckell                                               | 29.7.1948 - 17.3.1950                                             |       | amm.  |
| Vice-Ministre des Affaires étrangères Uuno Takki                                            | 30.7.1948 - 17.3.1950                                             |       | SDP   |
| Ministre de la Justice Tauno Suontausta                                                     | 29.7.1948 - 17.3.1950                                             |       | SDP   |
| Ministre de l'Intérieur Aarre Simonen                                                       | 29.7.1948 - 17.3.1950                                             |       | SDP   |
| Vice-Ministre de l'Intérieur Jussi Raatikainen                                              | 30.7.1948 - 17.3.1950                                             |       | SDP   |
| Ministre de la Défense Emil Skog                                                            | 29.7.1948 - 17.3.1950                                             |       | SDP   |
| Ministre des Finances Onni Hiltunen                                                         | 29.7.1948 - 17.3.1950                                             |       | SDP   |
| Vice-Ministre des Finances Aleksi Aaltonen Unto Varjonen                                    | 30.7.1948 - 18.3.1949 19.8.1949 - 17.3.1950                       |       | SDP   |
| Ministre de l'Éducation Reino Oittinen                                                      | 29.7.1948 - 17.3.1950                                             |       | SDP   |
| Ministre de l'Agriculture Matti Lepistö                                                     | 29.7.1948 - 17.3.1950                                             |       | SDP   |
| Vice-Ministre de l'Agriculture Jussi Raatikainen                                            | 29.7.1948 - 17.3.1950                                             |       | SDP   |
| Ministre des transports et des travaux publics Onni Peltonen                                | 29.7.1948 - 17.3.1950                                             |       | SDP   |
| Vice-Ministre des transports et des travaux publics Erkki Härmä Aarre Simonen Emil Huunonen | 29.7.1948 - 22.6.1949 24.3.1949 - 17.3.1950 29.7.1949 - 17.3.1950 |       | SDP   |
| Ministre du commerce et de l'industrie Uuno Takki                                           | 29.7.1948 - 17.3.1950                                             |       | SDP   |
| Vice-Ministre du commerce et de l'industrie Onni Toivonen                                   | 11.11.1949 - 17.3.1950                                            |       | SDP   |
| Ministre des Affaires sociales Valdemar Liljeström Tyyne Leivo-Larsson Aleksi Aaltonen      | 29.7.1948 - 4.3.1949 4.3.1949 - 18.3.1949 18.3.1949 - 17.3.1950   |       | SDP   |
| Vice-Ministre des Affaires sociales Tyyne Leivo-Larsson Erkki Härmä Emil Huunonen           | 29.7.1948 - 17.3.1950 30.7.1948 - 22.6.1949 29.7.1949 - 17.3.1950 |       | SDP   |
| Ministre du Bien-être public Onni Toivonen                                                  | 29.7.1948 - 17.3.1950                                             |       | SDP   |
| Vice-Ministre du Bien-être public Erkki Härmä Emil Huunonen                                 | 30.7.1948 - 22.6.1949 29.7.1949 - 17.3.1950                       |       | SDP   |
| Ministre sans portefeuille Aleksi Aaltonen Unto Varjonen                                    | 29.7.1948 - 30.7.1948 29.7.1949 - 19.8.1949                       |       | SDP   |